# Championnats d'Europe de patinage artistique 2019
Navigation
Édition précédente Édition suivante
Les championnats d'Europe de patinage artistique 2019 ont lieu du 21 au 27 janvier 2019 à l'Arena de Minsk en Biélorussie. C'est la première fois que la capitale biélorusse accueille les championnats européens.
À partir de cette saison 2018/2019, la danse rythmique remplace la danse courte en danse sur glace.

## Qualifications
Les patineurs sont éligibles à l'épreuve s'ils représentent une nation européenne membre de l'Union internationale de patinage (International Skating Union en anglais) et s'ils ont atteint l'âge de 15 ans avant le 1er juillet 2018 dans leur pays de naissance. La compétition correspondante pour les patineurs non européens est le championnat des Quatre Continents 2019. Les fédérations nationales sélectionnent leurs patineurs en fonction de leurs propres critères, mais l'Union internationale de patinage exige un score minimum d'éléments techniques (Technical Elements Score en anglais) lors d'une compétition internationale avant les championnats d'Europe.

### Score minimum d'éléments techniques
L'Union internationale de patinage stipule que les notes minimales doivent être obtenues lors d'une compétition internationale senior reconnue par elle-même au cours de la saison en cours ou précédente, au plus tard 21 jours avant le premier jour d'entraînement officiel.
| Score minimum d'éléments techniques                                                         | Score minimum d'éléments techniques | Score minimum d'éléments techniques |
| Discipline                                                                                  | Programme court                     | Programme libre                     |
| Messieurs                                                                                   | 28.00                               | 46.00                               |
| Dames                                                                                       | 23.00                               | 40.00                               |
| Couples                                                                                     | 25.00                               | 42.00                               |
| Danse sur glace                                                                             | 26.00                               | 42.00                               |
| ------------------------------------------------------------------------------------------- | ----------------------------------- | ----------------------------------- |
| Les scores des programmes courts et libres peuvent être obtenus à différentes compétitions. |                                     |                                     |

### Nombre d'inscriptions par discipline
Sur la base des résultats des championnats d'Europe 2018, l'Union internationale de patinage autorise chaque pays à avoir de une à trois inscriptions par discipline.
| Nombre d'inscriptions                                             | Messieurs                                                             | Dames                                                      | Couples                          | Danse sur glace                      |
| ----------------------------------------------------------------- | --------------------------------------------------------------------- | ---------------------------------------------------------- | -------------------------------- | ------------------------------------ |
| 3                                                                 | Russie                                                                | Russie                                                     | Italie Russie                    | France Italie Russie                 |
| 2                                                                 | Belgique Tchéquie France Géorgie Israël Italie Lettonie Espagne Suède | Belgique Finlande France Allemagne Italie Slovaquie Suisse | Autriche France Allemagne Israël | Danemark Royaume-Uni Pologne Espagne |
| Si non répertorié ci-dessus, une seule inscription est autorisée. |                                                                       |                                                            |                                  |                                      |

## Podiums
| Épreuves                            | Or                                      | Argent                              | Bronze                                  |
| ----------------------------------- | --------------------------------------- | ----------------------------------- | --------------------------------------- |
| Messieurs résultats détaillés       | Javier Fernández                        | Aleksandr Samarin                   | Matteo Rizzo                            |
| Dames résultats détaillés           | Sofia Samodurova                        | Alina Zagitova                      | Viveca Lindfors                         |
| Couples résultats détaillés         | Vanessa James / Morgan Ciprès           | Evgenia Tarasova / Vladimir Morozov | Aleksandra Boikova / Dmitrii Kozlovskii |
| Danse sur glace résultats détaillés | Gabriella Papadakis / Guillaume Cizeron | Aleksandra Stepanova / Ivan Bukin   | Charlène Guignard / Marco Fabbri        |

## Tableau des médailles
| Rang  | Nation   | Or | Argent | Bronze | Total |
| ----- | -------- | -- | ------ | ------ | ----- |
| 1     | Russie   | 1  | 4      | 1      | 6     |
| 2     | France   | 2  | 0      | 0      | 2     |
| 3     | Espagne  | 1  | 0      | 0      | 1     |
| 4     | Italie   | 0  | 0      | 2      | 2     |
| 5     | Finlande | 0  | 0      | 1      | 1     |
| Total | Total    | 4  | 4      | 4      | 12    |

## Détails des compétitions

### Messieurs
| Rang                                        | Nom                   | Pays        | Points | Programme court | Programme court | Programme libre | Programme libre |
| ------------------------------------------- | --------------------- | ----------- | ------ | --------------- | --------------- | --------------- | --------------- |
| 1                                           | Javier Fernández      | Espagne     | 271.59 | 3               | 91.84           | 1               | 179.75          |
| 2                                           | Aleksandr Samarin     | Russie      | 269.84 | 2               | 91.97           | 2               | 177.87          |
| 3                                           | Matteo Rizzo          | Italie      | 247.08 | 10              | 81.41           | 3               | 165.67          |
| 4                                           | Kevin Aymoz           | France      | 246.34 | 4               | 88.02           | 4               | 158.32          |
| 5                                           | Mikhail Kolyada       | Russie      | 240.87 | 1               | 100.49          | 11              | 140.38          |
| 6                                           | Daniel Grassl         | Italie      | 236.70 | 9               | 81.69           | 5               | 155.01          |
| 7                                           | Michal Březina        | Tchéquie    | 234.25 | 8               | 83.66           | 6               | 150.59          |
| 8                                           | Alexander Majorov     | Suède       | 225.38 | 11              | 79.88           | 8               | 145.50          |
| 9                                           | Alexei Bychenko       | Israël      | 220.50 | 7               | 84.19           | 13              | 136.31          |
| 10                                          | Moris Kvitelashvili   | Géorgie     | 219.79 | 15              | 73.04           | 7               | 146.75          |
| 11                                          | Deniss Vasiļjevs      | Lettonie    | 219.50 | 12              | 78.87           | 10              | 140.63          |
| 12                                          | Adam Siao Him Fa      | France      | 218.06 | 13              | 76.70           | 9               | 141.36          |
| 13                                          | Daniel Samohin        | Israël      | 217.17 | 6               | 86.48           | 14              | 130.69          |
| 14                                          | Maksim Kovtun         | Russie      | 216.18 | 5               | 87.70           | 16              | 128.48          |
| 15                                          | Paul Fentz            | Allemagne   | 209.96 | 17              | 69.70           | 12              | 140.26          |
| 16                                          | Vladimir Litvintsev   | Azerbaïdjan | 204.28 | 14              | 73.60           | 15              | 130.68          |
| 17                                          | Aleksandr Selevko     | Estonie     | 195.13 | 16              | 69.94           | 20              | 125.19          |
| 18                                          | Sondre Oddvoll Bøe    | Norvège     | 192.01 | 20              | 66.03           | 18              | 125.98          |
| 19                                          | Matyáš Bělohradský    | Tchéquie    | 191.22 | 18              | 67.40           | 21              | 123.82          |
| 20                                          | Luc Maierhofer        | Autriche    | 189.00 | 21              | 63.63           | 19              | 125.37          |
| 21                                          | Graham Newberry       | Royaume-Uni | 188.62 | 22              | 61.33           | 17              | 127.29          |
| 22                                          | Ivan Chmouratko       | Ukraine     | 178.29 | 19              | 67.26           | 24              | 111.03          |
| 23                                          | Irakli Maysuradze     | Géorgie     | 174.43 | 24              | 60.89           | 22              | 113.54          |
| 24                                          | Davide Lewton-Brain   | Monaco      | 173.61 | 23              | 61.07           | 23              | 112.54          |
| Patineurs éliminés après le programme court |                       |             |        |                 |                 |                 |                 |
| 25                                          | Ihor Reznichenko      | Pologne     |        | 25              | 59.99           | NC              | NC              |
| 26                                          | Slavik Hayrapetyan    | Arménie     |        | 26              | 59.97           | NC              | NC              |
| 27                                          | Nikolaj Majorov       | Suède       |        | 27              | 59.68           | NC              | NC              |
| 28                                          | Burak Demirboğa       | Turquie     |        | 28              | 56.95           | NC              | NC              |
| 29                                          | Nicky Obreykov        | Bulgarie    |        | 29              | 56.54           | NC              | NC              |
| 30                                          | Yakau Zenko           | Biélorussie |        | 30              | 56.38           | NC              | NC              |
| 31                                          | Lukas Britschgi       | Suisse      |        | 31              | 55.86           | NC              | NC              |
| 32                                          | Roman Galay           | Finlande    |        | 32              | 55.40           | NC              | NC              |
| 33                                          | Conor Stakelum        | Irlande     |        | 33              | 55.03           | NC              | NC              |
| 34                                          | Hector Alonso Serrano | Espagne     |        | 34              | 53.94           | NC              | NC              |
| 35                                          | Michael Neuman        | Slovaquie   |        | 35              | 53.38           | NC              | NC              |
| 36                                          | Thomas Kennes         | Pays-Bas    |        | 36              | 48.57           | NC              | NC              |
| 37                                          | Alexander Borovoj     | Hongrie     |        | 37              | 46.56           | NC              | NC              |

### Dames

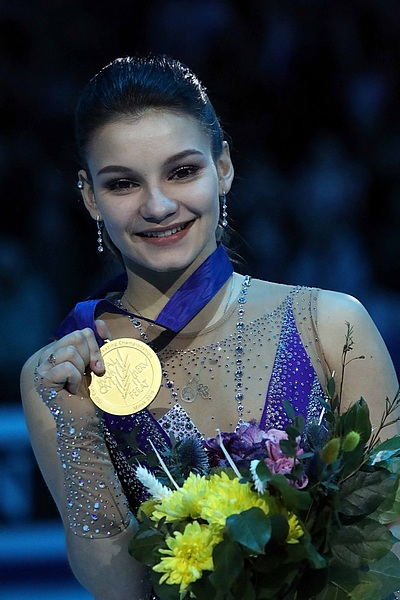
La championne d'Europe 2019 Sofia Samodurova

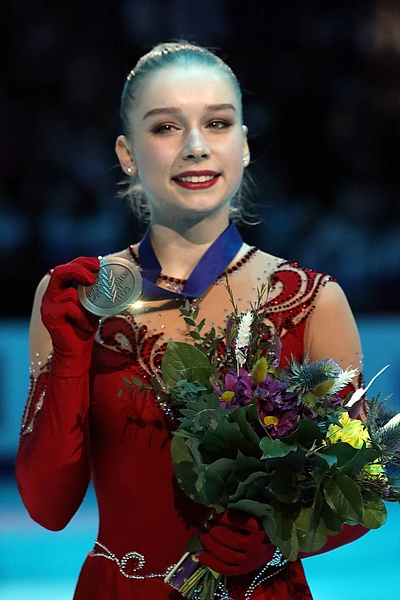
La médaillée de bronze des championnats d'Europe 2019 Viveca Lindfors

| Rang                                          | Nom                      | Nation      | Points | Programme court | Programme court | Programme libre | Programme libre |
| --------------------------------------------- | ------------------------ | ----------- | ------ | --------------- | --------------- | --------------- | --------------- |
| 1                                             | Sofia Samodurova         | Russie      | 213.84 | 2               | 72.88           | 1               | 140.96          |
| 2                                             | Alina Zagitova           | Russie      | 198.34 | 1               | 75.00           | 4               | 123.34          |
| 3                                             | Viveca Lindfors          | Finlande    | 194.40 | 4               | 65.61           | 3               | 128.79          |
| 4                                             | Stanislava Konstantinova | Russie      | 189.72 | 11              | 56.76           | 2               | 132.96          |
| 5                                             | Laurine Lecavelier       | France      | 180.05 | 6               | 63.29           | 6               | 116.76          |
| 6                                             | Alexia Paganini          | Suisse      | 179.90 | 3               | 65.64           | 7               | 114.26          |
| 7                                             | Maé-Bérénice Méité       | France      | 177.10 | 8               | 58.95           | 5               | 118.15          |
| 8                                             | Emmi Peltonen            | Finlande    | 170.03 | 10              | 58.06           | 8               | 111.97          |
| 9                                             | Nicole Rajičová          | Slovaquie   | 169.03 | 5               | 64.08           | 12              | 104.95          |
| 10                                            | Eliška Březinová         | Tchéquie    | 166.77 | 12              | 55.85           | 9               | 110.92          |
| 11                                            | Alexandra Feigin         | Bulgarie    | 164.20 | 9               | 58.80           | 11              | 105.40          |
| 12                                            | Ekaterina Ryabova        | Azerbaïdjan | 163.17 | 7               | 59.95           | 13              | 103.22          |
| 13                                            | Ivett Tóth               | Hongrie     | 160.83 | 13              | 54.90           | 10              | 105.93          |
| 14                                            | Julia Sauter             | Roumanie    | 153.15 | 14              | 54.29           | 15              | 98.86           |
| 15                                            | Yasmine Kimiko Yamada    | Suisse      | 151.12 | 18              | 51.21           | 14              | 99.91           |
| 16                                            | Nicole Schott            | Allemagne   | 149.26 | 19              | 50.68           | 16              | 98.58           |
| 17                                            | Daša Grm                 | Slovénie    | 147.29 | 15              | 53.50           | 17              | 93.79           |
| 18                                            | Anita Östlund            | Suède       | 144.66 | 17              | 52.76           | 18              | 91.90           |
| 19                                            | Lucrezia Gennaro         | Italie      | 143.10 | 16              | 52.91           | 20              | 90.19           |
| 20                                            | Natasha McKay            | Royaume-Uni | 140.08 | 22              | 48.20           | 19              | 91.88           |
| 21                                            | Nathalie Weinzierl       | Allemagne   | 134.58 | 24              | 46.09           | 21              | 88.49           |
| 22                                            | Anastasia Galustyan      | Arménie     | 132.63 | 21              | 48.38           | 22              | 84.25           |
| 23                                            | Pernille Sørensen        | Danemark    | 131.78 | 20              | 50.59           | 23              | 81.19           |
| 24                                            | Antonina Dubinina        | Serbie      | 120.25 | 23              | 47.20           | 24              | 73.05           |
| Patineuses éliminées après le programme court |                          |             |        |                 |                 |                 |                 |
| 25                                            | Elżbieta Gabryszak       | Pologne     |        | 25              | 45.77           | NC              | NC              |
| 26                                            | Sophia Schaller          | Autriche    |        | 26              | 44.20           | NC              | NC              |
| 27                                            | Gerli Liinamäe           | Estonie     |        | 27              | 44.08           | NC              | NC              |
| 28                                            | Kyarha van Tiel          | Pays-Bas    |        | 28              | 44.00           | NC              | NC              |
| 29                                            | Lara Naki Gutmann        | Italie      |        | 29              | 43.96           | NC              | NC              |
| 30                                            | Silvia Hugec             | Slovaquie   |        | 30              | 43.33           | NC              | NC              |
| 31                                            | Valentina Matos          | Espagne     |        | 31              | 42.86           | NC              | NC              |
| 32                                            | Paulina Ramanauskaitė    | Lituanie    |        | 32              | 42.31           | NC              | NC              |
| 33                                            | Camilla Gjersem          | Norvège     |        | 33              | 39.81           | NC              | NC              |
| 34                                            | Hana Cvijanović          | Croatie     |        | 34              | 38.00           | NC              | NC              |
| 35                                            | Elizabete Jubkane        | Lettonie    |        | 35              | 37.75           | NC              | NC              |
| 36                                            | Anastasia Hozhva         | Ukraine     |        | 36              | 35.51           | NC              | NC              |

### Couples
| Rang    | Nom                                      | Nation      | Points | Programme court | Programme court | Programme libre | Programme libre |
| ------- | ---------------------------------------- | ----------- | ------ | --------------- | --------------- | --------------- | --------------- |
| 1       | Vanessa James / Morgan Ciprès            | France      | 225.66 | 1               | 76.55           | 1               | 149.11          |
| 2       | Evgenia Tarasova / Vladimir Morozov      | Russie      | 218.82 | 2               | 73.90           | 2               | 144.92          |
| 3       | Aleksandra Boikova / Dmitrii Kozlovskii  | Russie      | 205.28 | 4               | 72.58           | 3               | 132.70          |
| 4       | Nicole Della Monica / Matteo Guarise     | Italie      | 205.14 | 3               | 73.70           | 4               | 131.44          |
| 5       | Daria Pavliuchenko / Denis Khodykin      | Russie      | 185.92 | 5               | 65.89           | 6               | 120.03          |
| 6       | Minerva Fabienne Hase / Nolan Seegert    | Allemagne   | 180.56 | 6               | 60.08           | 5               | 120.48          |
| 7       | Laura Barquero / Aritz Maestu            | Espagne     | 160.16 | 9               | 53.89           | 7               | 106.27          |
| 8       | Lana Petranović / Antonio Souza-Kordeiru | Croatie     | 151.89 | 10              | 50.99           | 8               | 100.90          |
| 9       | Rebecca Ghilardi / Filippo Ambrosini     | Italie      | 147.75 | 8               | 54.48           | 10              | 93.27           |
| 10      | Zoe Jones / Christopher Boyadji          | Royaume-Uni | 138.85 | 11              | 45.33           | 9               | 93.52           |
| Abandon | Miriam Ziegler / Severin Kiefer          | Autriche    |        | 7               | 57.70           |                 |                 |

### Danse sur glace
| Rang                                               | Nom                                     | Nation      | Points | Danse rythmique | Danse rythmique | Danse libre | Danse libre |
| -------------------------------------------------- | --------------------------------------- | ----------- | ------ | --------------- | --------------- | ----------- | ----------- |
| 1                                                  | Gabriella Papadakis / Guillaume Cizeron | France      | 217.98 | 1               | 84.79           | 1           | 133.19      |
| 2                                                  | Aleksandra Stepanova / Ivan Bukin       | Russie      | 206.41 | 2               | 81.37           | 2           | 125.04      |
| 3                                                  | Charlène Guignard / Marco Fabbri        | Italie      | 199.84 | 3               | 79.05           | 4           | 120.79      |
| 4                                                  | Victoria Sinitsina / Nikita Katsalapov  | Russie      | 193.95 | 5               | 70.24           | 3           | 123.71      |
| 5                                                  | Natalia Kaliszek / Maksym Spodyriev     | Pologne     | 185.35 | 4               | 72.87           | 5           | 112.48      |
| 6                                                  | Lilah Fear / Lewis Gibson               | Royaume-Uni | 182.05 | 7               | 69.77           | 6           | 112.28      |
| 7                                                  | Sara Hurtado / Kirill Khaliavin         | Espagne     | 180.67 | 8               | 69.28           | 7           | 111.39      |
| 8                                                  | Olivia Smart / Adrià Díaz               | Espagne     | 176.84 | 6               | 70.02           | 9           | 106.82      |
| 9                                                  | Sofia Evdokimova / Egor Bazin           | Russie      | 175.62 | 11              | 66.65           | 8           | 108.97      |
| 10                                                 | Marie-Jade Lauriault / Romain Le Gac    | France      | 172.33 | 9               | 68.98           | 11          | 103.35      |
| 11                                                 | Juulia Turkkila / Matthias Versluis     | Finlande    | 168.34 | 10              | 67.18           | 12          | 101.16      |
| 12                                                 | Adelina Galyavieva / Louis Thauron      | France      | 168.02 | 13              | 64.62           | 10          | 103.40      |
| 13                                                 | Allison Reed / Saulius Ambrulevičius    | Lituanie    | 164.11 | 12              | 64.81           | 14          | 99.30       |
| 14                                                 | Jasmine Tessari / Francesco Fioretti    | Italie      | 162.94 | 15              | 63.12           | 13          | 99.82       |
| 15                                                 | Shari Koch / Christian Nüchtern         | Allemagne   | 159.81 | 14              | 63.45           | 15          | 96.36       |
| 16                                                 | Daria Popova / Volodymyr Byelikov       | Ukraine     | 152.01 | 16              | 60.01           | 17          | 92.00       |
| 17                                                 | Robynne Tweedale / Joseph Buckland      | Royaume-Uni | 149.66 | 18              | 57.38           | 16          | 92.28       |
| 18                                                 | Anna Kublikova / Yuri Hulitski          | Biélorussie | 147.51 | 19              | 57.08           | 18          | 90.43       |
| 19                                                 | Anna Yanovskaya / Ádám Lukács           | Hongrie     | 147.32 | 17              | 58.70           | 19          | 88.62       |
| 20                                                 | Shira Ichilov / Vadim Davidovich        | Israël      | 142.12 | 20              | 54.92           | 20          | 87.20       |
| Couples de danse éliminés après la danse rythmique |                                         |             |        |                 |                 |             |             |
| 21                                                 | Carolina Moscheni / Andrea Fabbri       | Italie      |        | 21              | 54.20           | NC          | NC          |
| 22                                                 | Justyna Plutowska / Jérémie Flemin      | Pologne     |        | 22              | 52.08           | NC          | NC          |
| 23                                                 | Teodora Markova / Simon Daze            | Bulgarie    |        | 23              | 52.07           | NC          | NC          |
| 24                                                 | Victoria Manni / Carlo Röthlisberger    | Suisse      |        | 24              | 50.63           | NC          | NC          |
| 25                                                 | Katerina Bunina / German Frolov         | Estonie     |        | 25              | 44.82           | NC          | NC          |